# HMS King George V (41)
Pour les autres navires du même nom, voir HMS King George V.
Le HMS King George V (numéro de coque 41), cuirassé de la Royal Navy, était le premier navire de la classe qui porte son nom, la classe King George V. Il s'agit du deuxième navire à porter le nom du roi George V, le premier étant aussi un cuirassé de la classe King George V mis en service en 1912.
Il fut le premier représentant d'une classe de cinq puissants cuirassés (HMS King George V, Prince of Wales, Duke of York, Anson et Howe). Mis sur cale en janvier 1937, il fut lancé par les chantiers Vickers-Armstrong en février 1939. Le navire entra en service à la fin de l'année 1940. Il a participé notamment à la destruction du cuirassé allemand Bismarck.
Il fut désarmé au cours des années 1950.

## Conception

### Caractéristiques techniques
- Type: cuirassé
- Longueur: 227,11 m
- Largeur: 31,40 m
- Tirant d'eau: 8,50 m

Fortement blindé, disposant d'une ceinture cuirassée très élevée, le navire était équipé d'une cloison interne, située à 3,30 m sous la coque, destinée à éliminer les effets des torpilles. La masse totale des blindages représentait 14 000 tonnes.

### Armement
L’armement principal du navire, premier bâtiment à tourelles quadruples de la Royal Navy, se composait de :
- 10 canons de 356 mm ( canons de 14 pouces BL Mk VII) répartis en une tourelle quadruple et une tourelle double superposée à l'avant, et une tourelle quadruple à l'arrière (cadence de tir : 2 coups par minute, vitesse initiale : 757 m/s, portée maximale : 35 260 m) ;
- 16 canons de 133,5 mm (5,25 pouces) à double usage, anti-navires et antiaérien longue portée ;
- 64 canons AA de 40 mm.

## Histoire
Premier de sa classe à être achevé, le King George V a été mis en service sur son chantier naval et a navigué pour Rosyth en Écosse le 16 octobre 1940 ; là, il a embarqué ses munitions et a commencé ses essais à la mer. À la fin de l'année, il rejoint la Home Fleet à Scapa Flow. Il a traversé l'Atlantique au début de 1941 pour emmener Lord Halifax, ambassadeur du Royaume Uni aux États-Unis, à Annapolis et a couvert un convoi en direction de l'est à son retour, arrivant à Scapa Flow le 6 février. Sa mission suivante fut de fournir une couverture éloignée pour l'opération Claymore, le raid des Royal Marines sur les îles Lofoten au large de la côte nord-ouest de la Norvège. Il a escorté d'autres convois de l'Atlantique : HX 104 et HX 115 en mars 1941.

### La chasse du Bismarck
Lorsque le 22 mai 1941 le cuirassé allemand Bismarck et le croiseur lourd Prinz Eugen font irruption dans l'océan Atlantique, le HMS King George V navigue de conserve avec le porte-avions HMS Victorious, onze croiseurs ainsi que des destroyers au large de l'Islande. Le HMS King George V porte la marque de l'amiral Sir John Tovey, qui commande la force d'attaque. Le HMS King George V est encore à plus de 300 nautiques (555 km) le matin du 24 mai, lorsque le HMS Prince of Wales et le HMS Hood engagent le Bismarck et le Prinz Eugen. À six heures du matin, un obus du Bismarck atteint la soute à munitions du HMS Hood (son point faible) qui explose et coule en quelques minutes. Le Prince of Wales, endommagé par les tirs du Bismarck et du Prinz Eugen, est contraint de se retirer. Le Bismarck, bien qu'endommagé, fait route vers le sud avec le Prinz Eugen.
Les Britanniques localisent à nouveau le Bismarck à 10h30 le 26 mai, lorsqu'un hydravion Catalina du Coastal Command l’aperçoit se dirigeant vers le port français de Brest. Le HMS Rodney et le King George V sont encore à environ 125 nautiques (231 km). Le porte-avions HMS Ark Royal reçoit alors l'ordre de lancer une attaque aérienne, et à 22h25 un raid de ses bombardiers torpilleurs Fairey Swordfish endommage le Bismarck, le ralentissant et bloquant son gouvernail, l'obligeant à rebrousser chemin dans l'Atlantique. À 15h00, le Rodney rejoint le King George V et ils maintiennent une vitesse de 22 nœuds, ce qui était presque la vitesse maximale pour le Rodney. Le King George V n'a plus qu’un tiers de son carburant tandis que le Rodney n'a plus suffisamment de carburant pour continuer la poursuite à grande vitesse jusqu'à 8h00 le lendemain.
L'amiral Tovey signale son plan de bataille au Rodney juste avant le lever du jour, le 27 mai. Le Rodney se voit libre de manœuvrer de manière indépendante tant qu’il se conforme aux mouvements du King George V. Les deux navires doivent réduire la distance à 14000 mètres aussi rapidement que possible, puis évoluer pour un tir par le travers.
À 08h15, le croiseur HMS Norfolk repère le Bismarck au radar et s’éloigne hors de portée. Il aperçoit bientôt les autres navires britanniques au large de son quart tribord et les informe, le Bismarck se trouve alors à environ 46000 mètres au sud-ouest. À 08h43, le King George V a le Bismarck en vue à 18700 mètres. Quatre minutes plus tard, le Rodney ouvre le feu. Le King George V le suit à moins d'une minute. Le Bismarck répond presque immédiatement, touchant le Rodney dès sa deuxième salve. À 8 h 59, le King George V s’approche à 15000 mètres et fait feu de tous ses canons de 356 mm tandis que le Rodney tire des salves de 406 mm. Le Bismarck concentre son feu en pointant tous ses canons restants sur le King George V, mais seul un obus frôle sa cible. À 09h14, le King George V ouvre à nouveau le feu à 11000 mètres avec ses canons de 356 mm, et le Rodney se rapproche à environ 8000 mètres.
À 09h27, un obus frappant le Bismarck pénètre dans la machinerie hydraulique de la tourelle « Anton » et la désempare, provoquant un affaissement des canons. Le toit est détruit et un incendie fait rage au centre du navire. Après avoir tiré régulièrement pendant plus de 30 minutes sans aucun problème, le King George V, vers 9 h 27, commence à avoir des problèmes avec sa batterie principale, et à partir de ce moment-là, chaque salve rate sur au moins un canon par défaillance des verrouillages de sécurité (protection contre les bourrages d'alimentation en munitions). À 10h21, alors que le Bismarck réduit au silence est en train de couler, l'amiral Tovey détache le croiseur HMS Dorsetshire pour l'achever à la torpille. Le King George V aura tiré 339 obus de 356 mm et plus de 700 obus de 133 mm au cours de l'action. Comme le Rodney et le King George V commencent à manquer de carburant, ils font route pour rentrer au port à 19 nœuds, escortés par onze destroyers contre les attaques aériennes ou sous-marines allemandes. Le lendemain, après que l'escorte a été réduite à trois destroyers, quatre avions allemands les attaquent sans succès. Le King George V et le Rodney arrivent au port sains et saufs, mais le destroyer HMS Mashona, envoyé en avant pour ravitailler, est bombardé et coulé.

### Collision avec leHMSPunjabi
Après avoir réparé et réajusté ses canons, le King George V attaqua des navires allemands dans le fjord de Glom, en Norvège, en octobre 1941. Il couvrit ensuite les convois vers la Russie. Le 1er mai 1942, il opérait avec l'USS Washington en tant qu'escorte du convoi PQ 15 et est entré en collision avec le destroyer HMS Punjabi, qui avait manœuvré pour éviter une mine et avait croisé son étrave dans un épais brouillard. Le Punjabi a été coupé en deux et a coulé; Le King George V eut 40 pieds (12 m) de sa proue gravement endommagée. Le King George V est entré dans le Gladstone Dock à Liverpool le 9 mai pour des réparations par Cammell Laird, et est retourné à Scapa Flow le 1er juillet 1942. Le cuirassé n'a quitté Scapa Flow que le 18 décembre lorsqu'il a finalement repris le service d'escorte de convoi, fournissant une couverture éloignée pour le convoi arctique JW 51A.

### Opérations en Méditerranée
En mai 1943, le King George V est transféré à Gibraltar en préparation de l'opération Husky. Le King George V et son sister-ship HMS Howe ont été affectés au groupe de couverture de réserve lorsque l'opération a commencé le 1er juillet. Les deux navires ont bombardé Trapani en Sicile le 12 juillet et ont également aidé à se défendre contre un raid aérien à Alger avant de partir pour l'opération Avalanche (l'invasion alliée de l'Italie). Les deux navires ont également bombardé les îles de Levanzo et Favignana, après quoi ils étaient dans le groupe de réserve pour le débarquement de Salerne (Opération Avalanche) qui a commencé le 9 septembre. Le King George V a escorté une partie de la flotte italienne, y compris les cuirassés Andrea Doria et Caio Duilio, à Malte après l'armistice et avec le Howe, a couvert la 1re division aéroportée qui a été transportée à Tarente à l'appui de l'opération Slapstick du 9 au 11 septembre par le croiseur USS Boise et le mouilleur de mines rapide HMS Abdiel. Le cuirassé a ensuite escorté une force navale qui a occupé la base navale italienne de Tarente. Elle a escorté plus tard les navires italiens rendus de Malte à Alexandrie. Après avoir bombardé les positions allemandes lors du débarquement de Salerne, le King George V retourna au Royaume-Uni.

### Opérations dans le Pacifique
Le King George V était à Liverpool pour une révision de mars à juin 1944 ; il comprenait l'installation d'équipement radar supplémentaire, davantage de canons anti-aériens, un logement et une ventilation améliorés. Le 28 octobre 1944, le roi George V quitta Scapa Flow sous le commandement de l'amiral Sir Bruce Fraser pour rejoindre d'autres unités de la Royal Navy se rassemblant à Trincomalee à Ceylan. Une escale à Alexandrie en route lui permet de se dérouter vers Milos en mer Égée pour bombarder les positions allemandes. Le 1er décembre, elle a repris son voyage vers l'est, arrivant à Trincomalee le 15 décembre. Le King George V repart le 16 janvier 1945. La flottille, connue sous le nom de TF 63, comprend le King George V, les porte-avions Illustrious, Indomitable, Indefatigable et Victorious, quatre croiseurs et dix destroyers. La première étape du voyage couvrait les 11000 milles marins jusqu'à Sydney; en route, la force a attaqué des raffineries de pétrole sur Sumatra dans l'opération Meridian. Ils ont également pratiqué le ravitaillement en mer et ont repoussé une attaque aérienne japonaise, les équipages anti-aériens du King George V abattant un Mitsubishi Ki-21.
Rejointe par le HMS Howe et rebaptisée Task Force 57, la British Pacific Fleet a de nouveau participé à des opérations fin mars 1945, lorsqu'elle a lancé des attaques contre les aérodromes de Sakishimo-Gunto, une tâche qu'elle a répétée début mai. Le 4 mai 1945, le King George V dirigea des cuirassés et des croiseurs dans un bombardement de quarante-cinq minutes des installations aériennes japonaises dans les îles Ryukyu. Alors que les Alliés approchaient de la patrie japonaise, le King George V a été envoyé à la mi-juillet pour rejoindre les cuirassés américains dans un bombardement d'installations industrielles à Hitachi. Le King George V a tiré 267 coups de ses canons de 14 pouces au cours de cette opération. Le groupe s'est ensuite rendu à Hamamatsu dans le sud de Honshu, où il a effectué un nouveau bombardement d'usines d'aviation. Pendant la campagne d'Okinawa, le cuirassé a soutenu quatre porte-avions rapides de la flotte britannique du Pacifique. Sa dernière action offensive fut un bombardement nocturne de Hamamatsu les 29 et 30 juillet 1945.
Avec le largage des bombes atomiques sur Hiroshima et Nagasaki et la reddition qui a suivi, le King George V s'est déplacé avec d'autres unités de la flotte britannique du Pacifique dans la baie de Tokyo pour assister aux cérémonies de reddition.

### Après-guerre
En janvier 1946, il transporta le duc et la duchesse de Gloucester en visite officielle en Australie, retournant à Portsmouth en mars. Il était navire amiral de la Home Fleet jusqu'en décembre 1946. Il devient ensuite un navire-école.
La carrière navale active du roi George V a pris fin en juin 1950, lorsque lui et ses trois sister-ship survivants sont entrés en réserve. Le King George V a été le premier grand navire de guerre à être préservé de cette manière. Cela impliquait de sceller l'armement, les machines et les chaudières contre l'humidité et d'installer des déshumidificateurs partout. En décembre 1955, il est déclassé en réserve étendue et en 1957, la décision est prise de démolir les quatre navires. L'année suivante, le King George V a été déplacé de son poste d'amarrage à Gareloch à l'entreprise de démolition de navires Arnott Young and Co. à Dalmuir pour y subir un démantèlement.